# Michael Hurst
Michael Eric Hurst, född 20 september 1957, är en nyzeeländsk skådespelare, regissör och författare, mest på scen och TV. Han är kanske mest känd internationellt för att spela Iolaus i de TV-program Hercules The Legendary Journeys och följeslagare serien Xena - Krigarprinsessan. Senare har han gästspelat i ett avsnitt i Legend of the Seeker.